# Talcott Parsons
Talcott Parsons (* 13. Dezember 1902 in Colorado Springs, Colorado; † 8. Mai 1979 in München) war ein US-amerikanischer Soziologe. Er gilt als einflussreichster soziologischer Theoretiker vom Ende des Zweiten Weltkrieges bis in die 1960er Jahre hinein.
Talcott Parsons ist mit einer Handlungstheorie hervorgetreten, hat diese zum Strukturfunktionalismus weiterentwickelt und diesen schließlich zu einer soziologischen Systemtheorie ausgebaut. Seine Soziologie reagiert auf den vorherrschenden Empirismus in der angelsächsischen Soziologie der ersten Hälfte des 20. Jahrhunderts. Parsons entwickelte eine allgemeine soziologische Theorie und stellte Zusammenhänge mit anderen Gesellschaftswissenschaften her, insbesondere zu Ökonomie, Politikwissenschaft, Psychologie und Anthropologie.

## Biografie
Talcott Parsons wurde 1902 als Sohn des protestantischen Geistlichen und Präsidenten des Marietta College, Edward Smith Parsons, und der Frauenrechtlerin Mary Augusta Parsons in einem asketisch geprägten Elternhaus geboren. Er hatte eine Schwester. 1917 siedelte die Familie nach New York City um. Mit seiner Frau, Helen B. Walker, die er 1927 heiratete, hatte er drei Kinder.
Von 1920 bis 1924 studierte Parsons zunächst Biologie am Amherst College in Amherst, Massachusetts, um Arzt zu werden, wechselte dann aber an die Fakultät für Wirtschaftswissenschaften, wo er 1924 seinen B.A.-Abschluss erlangte. Von 1924 bis 1925 studierte er mit Hilfe eines Stipendiums Nationalökonomie an der London School of Economics and Political Science in London. Er ging dann für zwei Jahre nach Deutschland, wo er von 1925 bis 1927 an der Universität Heidelberg Nationalökonomie studierte. Dort beschäftigte er sich mit der deutschen soziologischen Tradition, etwa mit Max Weber, dessen Frau Marianne Weber Parsons kennenlernte. Schon kurz vor Beendigung der Promotion kehrte er nach Amherst zurück und war im akademischen Jahr 1926/27 Lehrbeauftragter für den Bereich Wirtschaftswissenschaften. 1927 wurde seine Dissertation „Capitalism“ in recent German literature: Sombart and Weber in Heidelberg angenommen. Betreuer der Dissertation war der Nationalökonom Edgar Salin.
Nach dem Promotionsstudium in Deutschland begann für Parsons eine 46-jährige, von 1927 bis 1973 dauernde Karriere an der Harvard University in Cambridge, Massachusetts, wo er 1944 den Status eines „Full Professor of Sociology“ erlangte. Ab 1930 war Parsons im von Pitirim A. Sorokin neu geschaffenen Soziologie-Department in Harvard tätig, wo er 1937 Associate Professor wurde. Ebenfalls 1937 erschien sein Hauptwerk The Structure of Social Action (oft auch nur Structure oder SSA genannt), welches aber erst Jahre später einem breiteren Fachpublikum bekannt wurde. Gegen Ende des Zweiten Weltkrieges spielte Parsons eine wichtige Rolle bei der Beratung der US-Regierung in Bezug auf den Wiederaufbau Deutschlands als freiheitliche Demokratie. 1945 wurde er in die American Academy of Arts and Sciences und 1960 in die American Philosophical Society gewählt. Seit 1971 war er korrespondierendes Mitglied der British Academy.
Er gründete an der Harvard-Universität 1946 das „Department of Social Relations“. Ab 1949 war er 39. Präsident der American Sociological Association. 1951 erschien The Social System als sein zweites Hauptwerk und in den Folgejahren zahlreiche weitere Bücher und Aufsätze. Ab den 1960er Jahren wurde die Kritik an ihm immer lauter, insbesondere aus der Studentenbewegung und der akademischen Linken, die der Ansicht war, dass Parsons' Theoriegebäude eine zu konservative Grundstruktur aufwiesen, was von Beobachtern später jedoch bestritten wurde, die ihn eher als links-liberal einstuften. 1973 wurde Parsons emeritiert.
Von 1962 bis 1968 besuchte er mehrfach die Sowjetunion. In Moskau trat er dabei an einem von Juri Alexandrowitsch Lewada organisierten Seminar am Institut für Soziologie der Sowjetischen Akademie der Wissenschaften auf sowie an der Abteilung für allgemeintheoretische Probleme des Instituts der internationalen Arbeiterbewegung; in Leningrad traf er im Rahmen eines Seminars auf den berühmten Soziologen Igor Semjonowitsch Kon.
Zu seinen Förderern gehörte Pitirim A. Sorokin (1889–1968). Zu seinen Schülern zählten u. a. Kingsley Davis (1908–1997), Robert K. Merton (1910–2003), Wilbert E. Moore (1914–1987), Albert K. Cohen (1918–2014) und Niklas Luhmann (1927–1998), der Parsons' struktur-funktionalistischen Ansatz zunächst in einen funktional-strukturellen Ansatz weiterentwickelte. Gemeinsam mit Edward Shils führte Parsons insbesondere Max Webers Werk in die amerikanische Soziologiediskussion ein.
Parsons starb am 8. Mai 1979 in München während einer Deutschlandreise anlässlich des 50. Jahrestags seiner Promotion in Heidelberg. Er wurde im Cook/Parsons-Familiengrab in New Hampshire bestattet.

## Werk

### Phase I – Voluntaristische Handlungstheorie
In The Structure of Social Action (1937) stellt Parsons die Konvergenzthese auf, dass sich vier Vordenker der Sozialwissenschaften, nämlich insbesondere Max Weber (als Vertreter des Idealismus) und Émile Durkheim (als Vertreter des Positivismus), aber auch Alfred Marshall und Vilfredo Pareto (als Vertreter einer ökonomischen Handlungstheorie) zwischen 1890 und 1920 unabhängig voneinander durch eine (nach Parsons' Ansicht ihnen weitestgehend selbst unbewusste) Kritik am Utilitarismus auf ein ähnliches Theoriegerüst zubewegt hätten, nämlich eine voluntaristische Handlungstheorie.
Parsons greift diese (angebliche) Kritik auf und wendet gegen utilitaristische Handlungstheorien ein, dass sie grundsätzlich nicht in der Lage seien, soziale Ordnung zu erklären. Denn diese, ursprünglich von Thomas Hobbes aufgeworfene Frage, will Parsons beantworten: Unter welchen Voraussetzungen ist – die ja faktisch vorhandene – soziale Ordnung möglich? So sei beispielsweise die in manchen utilitaristischen Handlungstheorien unterstellte natürliche Interessensidentität der Marktteilnehmer (Locke, Smith) nicht gegeben. Das von Hobbes entwickelte Modell des „Naturzustandes“, in dem sich die nutzenorientierten Menschen zunächst bekriegen und dann, des Frieden willens, einer staatlichen Ordnung unterwerfen, kritisiert Parsons insofern, dass unklar sei, warum die (rein nutzenorientiert handelnden) Menschen plötzlich zu der riskanten Vorstellung gelangen sollen, sich einer Staatsmacht zu unterwerfen. Generell unterstellt Parsons den utilitaristischen Handlungstheorien, dass sie zwar davon ausgehen, dass der Mensch einen Nutzen verfolgt, aber keine Antwort liefern, wieso er eine bestimmte Sache für nützlich hält, wie also Wünsche, Bedürfnisse und Nutzenvorstellungen entstehen und warum sie so häufig übereinstimmen.
Parsons Antwort, die voluntaristische Handlungstheorie, verknüpft er mit einer normativistischen Theorie der sozialen Ordnung. Demnach strukturieren vorgegebene Normen und Werte, an denen sich alle Menschen (zum Teil unbewusst) ausrichten, die individuellen Handlungsziele vor und schränken diese ein. Diese Normen und Werte sind laut Parsons immun gegen jegliche Nutzenkalkulationen, sie sind einfach vorhanden. Parsons bezieht sich hier insbesondere auf Durkheims Vorstellung eines Kollektivbewusstseins, bei Weber auf dessen Unterscheidung zwischen zweckrationalen und wertrationalen Motiven Sozialen Handelns.
Jede Handlungseinheit („unit act“) im so von ihm bezeichneten handlungstheoretischen Bezugsrahmen („Action frame of reference“) besteht nach Parsons aus vier Elementen:
1. dem Akteur
2. dem Ziel des Handelns
3. der Handlungssituation
4. den Normen und Werten des Handelns.

Normen und Werte wirken dabei selektiv auf die verwendeten Handlungsmittel und die angestrebten Handlungsziele.
In Values, Motives and Systems of Action (1951, mit Edward Shils) wird das Paradigma für die handlungstheoretische Analyse des „Handelnden (Akteur) in Handlungssituation“ zum Action Frame of Reference weiter ausgearbeitet. Die Pattern variables dienen zur Klassifikation gleichermaßen von Bedürfnisdispositionen (Persönlichkeit), Rollen (Sozialsystem) und Wertmaßstäben (Kultursystem).

### Phase II – Strukturfunktionalismus
In The Social System (1951) wird der theoretische Bezugsrahmen „Aktor – Situation“ verlassen bzw. erweitert zu dem Bezugsrahmen „System – Umwelt“.
Mit dem AGIL-Schema werden zunächst die Grundfunktionen des Sozialsystems charakterisiert; dann wird es auch auf das Kultursystem, das Persönlichkeitssystem und den Verhaltensorganismus angewandt.

### Phase III – Systemfunktionalismus
Über die strukturfunktionalistische Theorie geht Parsons schließlich hinaus und ersetzt den Struktur-Begriff durch den Systembegriff. Der Strukturfunktionalismus wird zusehends in einen Systemfunktionalismus überführt.
Die Komplexität der Austauschverhältnisse zwischen Wirtschaftssystem, Persönlichkeitssystem, Gemeinschaftsstrukturen (Familienhaushalten), politischem und sozio-kulturellem System wird in dem gemeinsam mit Neil J. Smelser verfassten Werk Economy and Society (1956) analytisch entfaltet.
Gesellschaft erscheint als ein System, dessen Entwicklung Parsons mit vorgeschichtlichen evolutionstheoretischen Begriffen der „Höherentwicklung“ des 19. Jahrhunderts analysiert. Die Studie Societies (1966) beschäftigt sich mit primitiven und archaischen Formen, den als „Saatbeet-Gesellschaften“ bezeichneten Hochkulturen, die sich durch Schriftgebrauch auszeichnen. In The System of Modern Societies (1971) wird die Heraufkunft von Gegenwartsgesellschaften, die über Kenntnis des Rechts verfügen, im Prozess sozio-kultureller Evolution nachgezeichnet.
Dabei unterteilt er vier Subprozesse der „Höherentwicklung“:
1. Differenzierung, d. h. die Entstehung funktionaler Teilsysteme der Gesellschaft;
2. Standardhebung durch Anpassung („adaptive upgrading“), wodurch diese Systeme ihre Effizienz steigern;
3. Inklusion, d. h. die Einbeziehung bislang ausgeschlossener Akteure in Subsysteme;
4. Wertgeneralisierung, d. h. die Herstellung einer breiteren Legitimationsbasis für immer komplexere Systeme.

Vor dem Hintergrund der studentischen Unruhen der 1960er Jahre analysieren Parsons und der Psychologe Gerald M. Platt in der Studie The American University (1973) das in die Krise geratene US-Universitätssystem. Den theoretischen Bezugsrahmen gibt dabei das systemtheoretisch-kybernetische „Vier-Funktionen-Schema“ ab, das über soziale Systeme hinaus auf verschiedene Dimensionen menschlichen Verhaltens und Handelns angewendet wird. Die „Theorie der symbolisch generalisierten Kommunikations- und Austauschmedien“ (Medientheorie) soll dabei dazu dienen, die vielfältigen sozialen Dynamiken zwischen z. B. Universität und Wirtschaftssystem, aber auch zwischen Bildung und Persönlichkeit transparent zu machen.
In seinem Spätwerk weitet Parsons seine Theorien auf die Humanwissenschaften insgesamt aus. Besonders in den Vordergrund tritt eine intensive Beschäftigung mit Fragen der Religion, besonders dem Tod und den „letzten Dingen“. Das Vier-Funktionen-Schema (AGIL) wird von Parsons über die Welt und den Menschen gespannt – von seiner stofflich-organischen Umwelt, seiner Psyche, sein Leben in Gesellschaft, bis zu den letzten, metaphysischen Seinsgründen.

### Übersetzungen
Parsons hat sich auch als Übersetzer von Werken Max Webers in das Englische verdient gemacht. So übersetzte er unter anderen Webers epochales Werk Die protestantische Ethik und der Geist des Kapitalismus im Jahr 1930 erstmals ins Englische (The Protestant Ethics and the Spirit of Capitalism). Er übersetzte auch Teile von Webers Wirtschaft und Gesellschaft ins Englische.

### Wirkungsgeschichte und Weiterentwicklung
Parsons galt schon zu Lebzeiten als ein Klassiker der soziologischen Theorie und bis in die 1960er-Jahre als herausragende und bestimmende Erscheinung in der US-amerikanischen Soziologie. Die wirkliche Rezeption seines Werkes war, vor allem in Deutschland, dennoch oft gering. Viele seiner Werke lagen sehr lange nicht in deutscher Übersetzung vor. Das Bild seines Werkes war lange durch vordergründige ideologische Auseinandersetzungen geprägt, indem man ihm Vernachlässigung von Konflikten und sozialem Wandel in seinen soziologischen Analysen als Ausdruck eines Interesses an der Stabilisierung bestehender Verhältnisse unterstellte. Man hat Parsons auch eine idealistische Orientierung, d. h. eine Überbetonung der Bedeutung normativer Elemente des Handelns, und eine Absolutsetzung kultureller Standards vorgeworfen. Gelobt wurde das Werk Parsons meist wegen seiner theoretischen Abstraktion und analytischen Präzision. Später konnte man dann so etwas wie eine Parsons-Renaissance feststellen. In den USA hatte sich eine Schule entwickelt, die sich selbst Neofunktionalismus nennt, und die explizit versuchte, am Werk von Parsons anzuknüpfen und es fortzuführen.

### Gegenwärtige Bedeutung
Gegenwärtig (2007) lassen sich außer Uta Gerhardt, Karlheinz Messelken und Richard Münch im deutschsprachigen Raum nur wenige direkte Anhänger von Talcott Parsons' Soziologie ausmachen. Auch ist in der angelsächsischen Soziologie die Ende der 1970er Jahre aufkeimende neofunktionalistische Bewegung um Jeffrey C. Alexander, der sich um eine kritische Rekonstruktion von Parsons' Theorie bemüht hat, inzwischen nahezu zum Erliegen gekommen. Zu vernichtend wurde besonders der Struktur- und Systemfunktionalismus des mittleren und späten Parsons nicht nur von Marxisten und Vertretern der Kritischen Theorie, sondern auch von liberaler Seite (z. B. von Ralf Dahrendorf) kritisiert. Seine Theorie hat die Vormachtstellung – auch in den USA – längst eingebüßt. Summarisch und stichwortartig lassen sich die gegen Parsons erhobenen kritischen Einwände so zusammenfassen:
1. Der Strukturfunktionalismus geht eine unheilvolle Allianz mit dem Freudschen Ödipalismus ein. Der zum „Persönlichkeitssystem“ zusammengefaltete Mensch folgt, soweit er sich nicht „abweichend“ (deviant) verhält, zwanglos den normativen Vorgaben ihm übergeordneter Systemstrukturen.
2. Orthodoxe Strukturfunktionalisten schematisieren Handlungsoptionen binär und lassen somit Ambivalenzen und hybride Formen des Handelns aus dem systemischen Ordnungsrahmen herausfallen.
3. Dem Systemfunktionalismus liegt ein teleologischer Evolutionismus zugrunde. Die amerikanische Gesellschaft erscheint als zivilisatorischer Gipfelpunkt der Entwicklung, so dass sein Werk letztendlich eine Apologie der US-Gesellschaft darstellt. Systemkrisen, Konflikte und Spannungen erscheinen stets rational behebbar.
4. Aus dem Lager der empirisch orientierten Soziologie wird Parsons und seinen Schülern vorgeworfen, nur einen rein begrifflich-kategorialen Bezugsrahmen entwickelt zu haben, also im Kern Sozialphilosophie statt Soziologie zu betreiben.
5. Keine Gesellschaft könne nur durch internalisierte Werte zusammengehalten werden. Ohne die Furcht vor Sanktionen, ohne die Hobbes'sche Angst käme es zu permanenten Normenverletzungen, so der russischstämmige US-amerikanische Soziologe Vladimir Shlapentokh, der den Glauben der US-Soziologen an die integrative Kraft der Werte kritisiert.[13]

Aber Teile seiner Theorie werden in konkurrierenden „Schulen“ weiter verwendet:
In der soziologischen Disziplin besteht weitgehende Einigkeit darin, dass die Theorie des voluntaristischen Handelns des Parsonsschen Frühwerks ein radikales Potenzial und eine Reichweite der Analyse bietet, hinter die es kein Zurück mehr gibt.
Sein Systemfunktionalismus des Spätwerks, einschließlich der Theorie der Interaktionsmedien, hat bereits Eingang in emanzipatorische Entwürfe gefunden. Louis Althussers Strukturalismus, aber auch die von Jürgen Habermas und seiner Schule formulierte Kritik des Spätkapitalismus haben von den Arbeiten des Systemtheoretikers Parsons produktiven Gebrauch machen können.
Parsons' Werk bildete den Ausgangspunkt für unterschiedliche systemtheoretische Ansätze in der Soziologie. So hat sich in Deutschland insbesondere Niklas Luhmann einerseits dekonstruktiv anregen lassen, anderseits hat Richard Münch es zum Anlass eines theoretischen Rekonstruktionsversuchs genommen. Von Parsons übernimmt Luhmann die Konzeption, Gesellschaftstheorie als Systemtheorie auszuarbeiten, aber er geht über diese hinaus mit der konsequenten grundbegrifflichen Umstellung von Handlung auf Kommunikation. Luhmann dekonstruiert Parsons' Systemfunktionalismus, während ihn dessen ideologische Orientierungen kaum interessieren.
Mit Alfred Schütz führte Parsons in den 1930er Jahren einen Briefwechsel, der in beiderseitiger Frustration endete, aber sehr gut die theoretische Orientierung Parsons' in Abgrenzung zur Phänomenologie zeigt. Ein Autor, der versuchte, zwischen Systemtheorie und Phänomenologie Brücken zu bauen, war Richard Grathoff.

## Werke (Auswahl)
- The Structure of Social Action (1937)
- The Social System (1951)
- Working Papers in the Theory of Action (1953) (gem. m. Robert F. Bales & Edward A. Shils)
- Economy and Society (1956) (gem. m. Neil J. Smelser)
- Societies (1966)
- The System of Modern Societies (1971)
- The American University (1973) (gem. m. Gerald M. Platt)
- Aktor, Situation und normative Muster. (1986; zuerst 1949)

Aufsatzsammlungen
- Essays in Sociological Theory. (1954)
- Structure and Process in Modern Society. (1960)
- Social Structure and Personality. (1964)
- Sociological Theory and Modern Society. (1967)
- Politics and Social Structure. (1969)
- Social Systems and the Evolution of Action Theory. (1977)
- Action Theory and the Human Condition. (1978)

Mitherausgeber
- Toward a General Theory of Action. (1951) (Hrsg. gem. m. Edward A. Shils)
- Family, Socialization and Interaction Process. (1955) (Hrsg. gem. m. Robert F. Bales)
- Theories of Society. (1961) (Hrsg. gem. m. Edward A. Shils, Kaspar D. Naegele, Jesse R. Pitts)
- The Early Essays. (1991) (Hrsg. v. Charles Camic)
- American Society – A Theory of the Societal Community. (2007) (Hrsg. v. Giuseppe Sciortino)

Festschriften
- Explorations in General Theory in Social Science. (1976) (Hrsg. v. Jan J. Loubser u. a.)
- Essays on the Sociology of Parsons. (1976) (Hrsg. v. Gopi C. Hallen)
- Verhalten, Handeln und System. (1980) (Hrsg. v. Wolfgang Schluchter)